# Ном (мыс)
Ном (англ. Cape Nome) — мыс на полуострове Сьюард Аляски, на северном побережье залива Нортон-Саунд, в 24 км восточнее города Ном. Мыс на юге омывается заливом Нортон-Саунд, на западе — Гастингс-Крик (англ. Hastings Creek), лагуной и рукавами рек Фламбо-Ривер и Эльдорадо-Ривер на востоке.

## Название
Первое название Толстой мыс получил от правителя Русской Америки Михаила Дмитриевича Тебенькова (1833). Это наименование в качестве синонима Гидрографическая служба России присовокупила на картах 1852 года к другому топониму — Средул (то есть средний), который появился в 1809 году благодаря Ивану Яковлевичу Васильеву. Наименование Ном впервые употребил английский арктический мореплаватель Генри Келлетт в 1849 году после экспедиции Джона Франклина. По версии географа Джорджа Девидсона, название появилось вследствие ошибки неизвестного картографа.

## История
Мыс Ном лежит в 208 км к юго-востоку от Берингова пролива. В 1791—1861 годах российские мореплаватели Иосиф Биллингс и Отто Евстафьевич Коцебу исследовали мыс и в 210 км по морю (362 км по суше) заложили Михайловский редут.
До открытия золота на р. Снейк в 1898 году многие годы на мысе разводили оленей. Когда слухи о золоте распространились, началась Золотая лихорадка в Номе.

## Археологические раскопки
В результате археологических раскопок 1970—1976 годов на мысе Ном обнаружены несколько культурных слоёв. Найдены 300 раковин, которые относятся к предшествующей культуре бирнирк, называемой слоем Мыса Ном.